# ايزكيل جونستون
ايزكيل جونستون (بالإنجليزية: Ezekiel Johnston)‏ (1871 في المملكة المتحدة - 1942) هو لاعب كرة قدم بريطاني (وحمل سابقاً جنسية المملكة المتحدة لبريطانيا العظمى وأيرلندا) في مركز حراسة المرمى. لعب مع ستوك سيتي وغلينتوران ونادي بيرنلي وBelfast Celtic F.C. ‏.